# Черкасово (Брейтовский район)
Черкасово — село в Брейтовском районе Ярославской области России. 
В рамках организации местного самоуправления входит в Гореловское сельское поселение, в рамках административно-территориального устройства — в Севастьянцевский сельский округ.

## География
Село расположено на северо-западе Ярославской области, на правом берегу реки Сить, разлившейся в этом месте благодаря водам Рыбинского водохранилища, в 138 километрах к северо-западу от Ярославля и в 3 километрах к юго-востоку от райцентра, села Брейтово, на противоположном от него берегу реки (Ситского залива водохранилища). 

## История
Старое село Черкасово располагалось в 2-х км севернее современного села и попало в зону затопления Рыбинского водохранилища.
В старом селе было две церкви: деревянная, построенная в 1769 году, во имя Святой Живоначальной Троицы и каменная церковь, воздвигнутая в 1800 году, с двумя престолами: Успения Божьей Матери и Святителя и Чудотворца Николая. 
В конце XIX — начале XX века село входило в состав Брейтовской волости Мологского уезда Ярославской губернии.
С 1929 года село входило в состав Севастьянцевского сельсовета Брейтовского района, с 2005 года — в составе Гореловского сельского поселения.

## Население
| 1859 | 2002 | 2007 | 2010 |
| ---- | ---- | ---- | ---- |
| 437  | ↘176 | ↗187 | ↘165 |

Согласно результатам переписи 2002 года, в национальной структуре населения русские составляли 99 % из 176 жителей.